# Imeretija
Imeretija je povijesna i sadašnja gruzijska regija. Nalazi se na centralnom i zapadnom području republike u dolini rijeke Rioni. Sastoji se od jedanaest općina i grada Kutaisija, koji je ujedno i glavni grad regije. Na površini od 6680 kilometara kvadratnih, po popisu iz 2020. godine, živi gotovo 487.000 stanovnika. Tradicionalna je poljoprivredna regija, poznata po uzgoju duda i grožđa.

## Teritorijalna podjela
Imeretija se sastoji od jedanaest općina i jednog grada:
- Kutaisi (grad)
- Općina Bagdatti
- Općina Vani
- Općina Zestafoni
- Općina Terjola
- Općina Samtredia
- Općina Sačkere
- Općina Tkibuli
- Općina Čiatura
- Općina Ckaltubo
- Općina Karagauli
- Općina Koni

Uz Kutaisi, začajni gradovi i regionalni centri su Samtredia, Čiatura, Tkibuli i Vani.

## Povijest
U kasnoj antici i ranom Srednjem vijeku na području Imeretije postojalo je drevno zapadno gruzijsko kraljevstvo Kolhida. Kralj Kolhida je 523. godine kršćanstvo proglasio službenom religijom. Od 975. do 1466. godine, Imeretija je dio ujedinjenog gruzijskog kraljevstva. Od svog raspada u 15. stoljeću, Imeretija je bila neovisno kraljevstvo. U 17. i 18. stoljeću, Imeretija je bila pod čestim invazijama Turaka. Posljednji kralj Imeretije bio je Solomon II., koji je vladao od 1789. do 1810. godine, kad je Imeretija aneksirana od strane Ruskog Carstva. 
Od 1918. do 1921. godine, Imeretija je bila dijelom Gruzijske Demokratske Republike, potom Zakavkaske SFSR (1922. – 1936.), Gruzijske SSR (1936. do 1991.), te naposljetku neovisne Gruzije (1991. – danas).

## Vanjske poveznice
- Službena mrežna stranica